# 爱沙尼亚银行
爱沙尼亚银行（爱沙尼亚语： Eesti Pank），是爱沙尼亚的中央银行。爱沙尼亚银行是欧元区央行欧元系统组织的成员。
爱沙尼亚银行同时隶属于欧洲中央银行体系。2010年前，爱沙尼亚银行是爱沙尼亚货币爱沙尼亚克朗的发行行。